# The Animal Years
The Animal Years är den amerikanske artisten Josh Ritters fjärde studioalbum, utgivet 2006.

## Låtlista
1. "Girl in the War" – 4:23
2. "Wolves" – 4:04
3. "Monster Ballads" – 4:05
4. "Lillian, Egypt" – 3:24
5. "Idaho" – 3:51
6. "In the Dark" – 4:41
7. "One More Mouth" – 3:29
8. "Good Man" – 4:09
9. "Best for the Best" – 3:58
10. "Thin Blue Flame" – 9:38
11. "Here at the Right Time" – 3:40